# Sonnenkekse

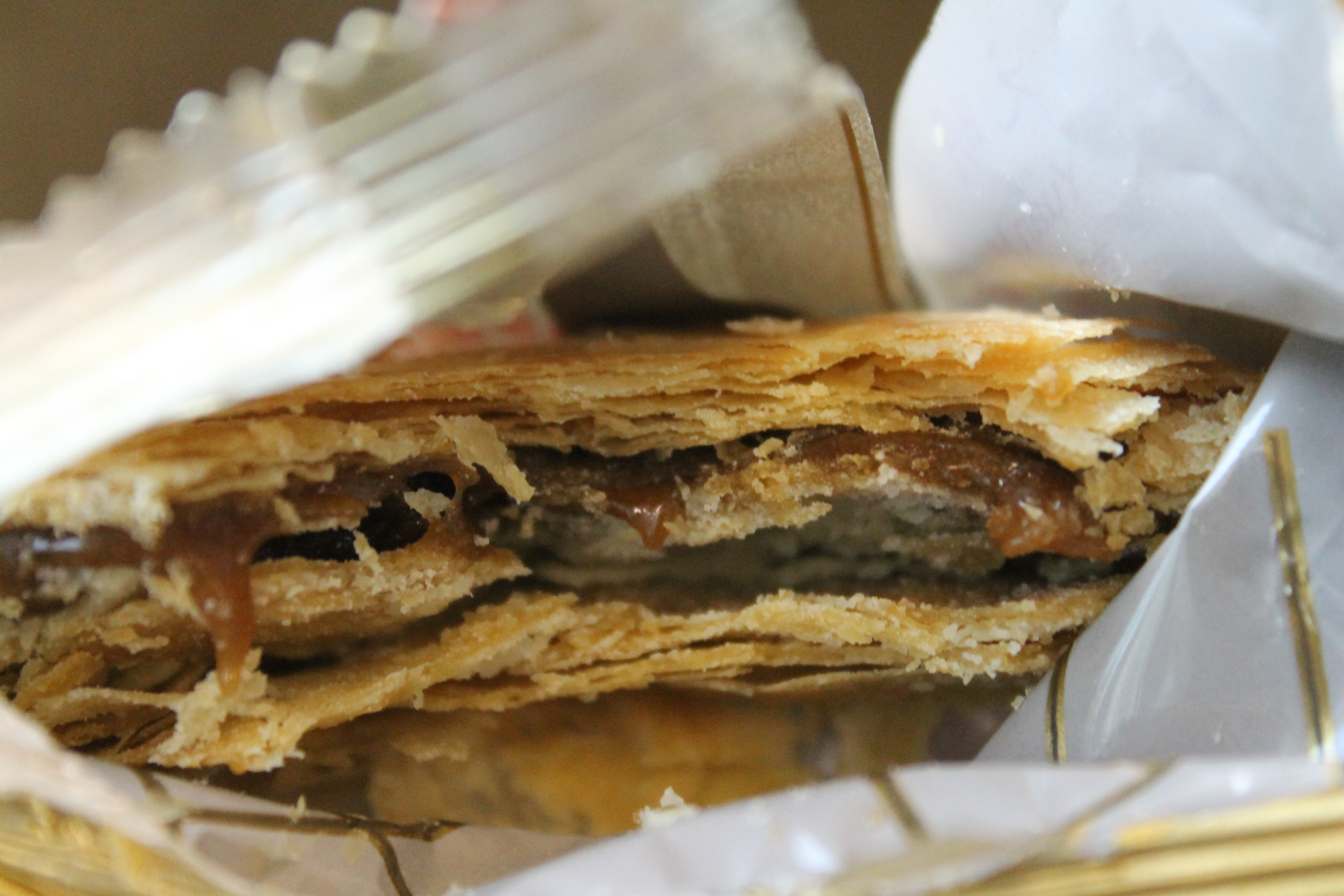
Variante mit braunem Malzzucker. Das Original von der Tai-Yang-Tang-Bäckerei hat weißen Malzzucker

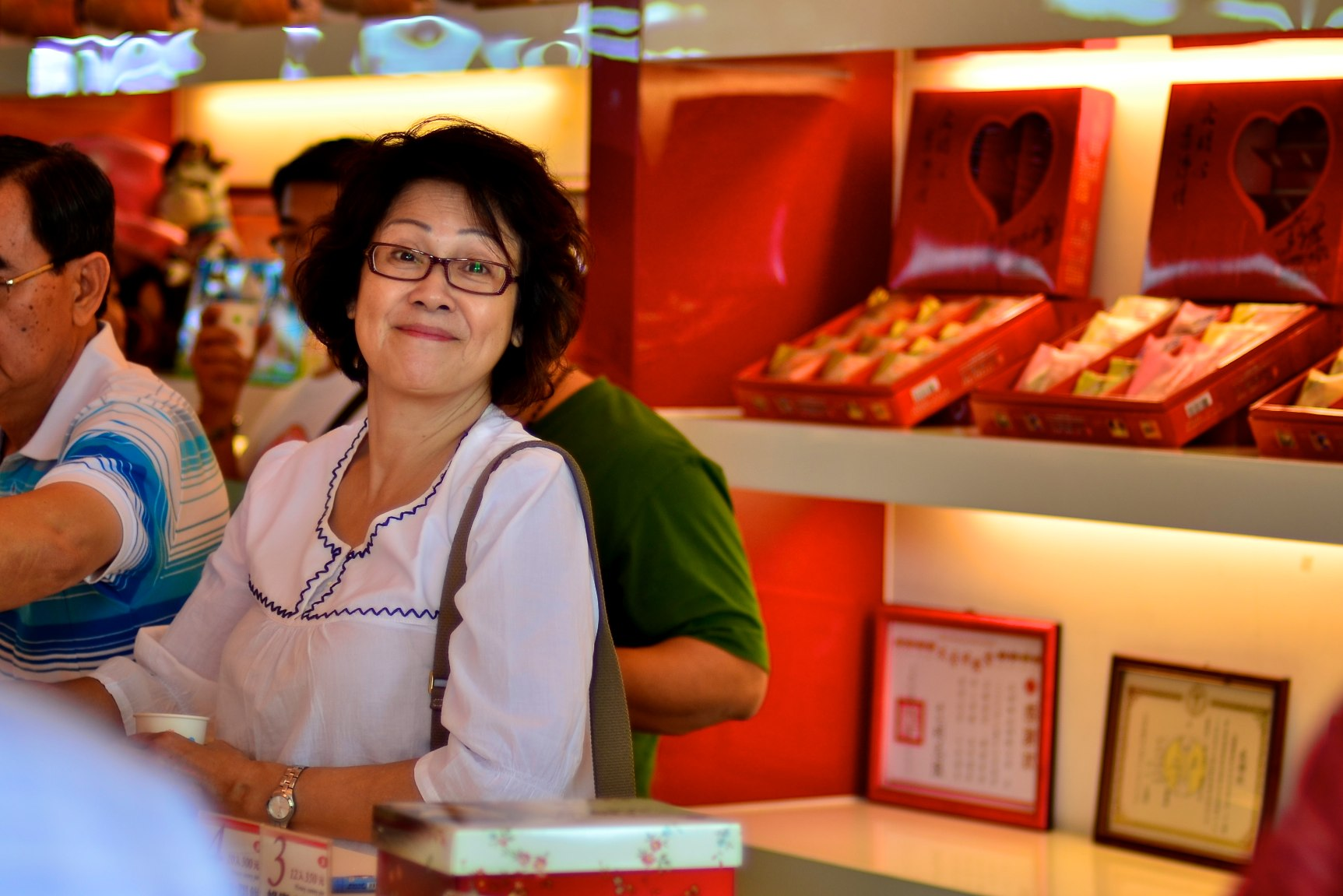
Rechts im Bild: Viele Sonnenkuchen

Sonnenkekse, auch mit Sonnenkuchen übersetzt, (chinesisch 太陽餅, Pinyin tàiyáng bĭng) sind runde Blätterteiggebäcke mit süßer Füllung aus Malzzucker und eine Spezialität aus Taichung (Zentraltaiwan). Sonnenkekse werden zum meist starken Tee gegessen. Ihre Kruste ist knusprig und bröselig.

## Herkunft
Sonnenkekse waren ursprünglich ein etwas größeres Gebäck der Region. Am Anfang des 20. Jahrhunderts verkaufte die Familie Lin Malzkuchen im damaligen Dorf namens „Seko“ (神岡), dem heutigen Stadtteil Shengang von Taichung, als von 1895 bis 1945 Taiwan unter japanischer Herrschaft stand. Anfangs wurde der Teig der Kekse mit Schweineschmalz hergestellt. Später wurde es durch Pflanzenöl ersetzt.
Man nannte ihren Malzkuchen den „Kuen-Stil-Malzkuchen“.
Der Bäcker Wei Qing-hai (chinesisch 魏清海, Pinyin Wèi Qīnghǎi) orientierte sich an diesem Malzzuckergebäck. Lin Shao-Song und seine Frau waren sehr angetan vom neuen Malzkuchen von Wei Qing-Hai und stellten ihn darauf als Bäckermeister für ihre „Tai-Yang-Tang-Bäckerei“ (chinesisch 太陽堂, Pinyin tài yáng táng) ein. Wei Qing-hai benannte es 1965 in den heutigen Namen „Sonnenkeks“ um, der vom Gründer der Bäckerei, Shao-Song Lin (chinesisch 林紹崧, Pinyin Lín Shàosōng), stammt. Durch diese Bäckerei wurde dieser Name bekannt.
Einer anderen Erzählung nach soll der Name Sonnenkeks daher gekommen sein, dass der runde Keks der japanischen Flagge ähnlich sehen würde und Japan (日本) auch das „Land der aufgehenden Sonne“ (日 = „Tag“ oder „Sonne“ und 本 = „Ursprung“, „Wurzel“ oder „Beginn“) genannt wird. Die Kekse wurden mittig mit diesem Zeichen der Bäckerei versehen.
Sonnenkekse waren erst nur eine Spezialität in Taichung. Durch den Bau der Eisenbahn wurden sie weiter transportiert und durch Mundpropaganda im ganzen Land bekannt. Eine bekannte Bäckerei lag in der Nähe des Bahnhofs.

## Tai-Yang-Tang-Bäckerei
Im Jahr 1906 haben Lin Shao-Song und seine Frau Lin-He Xiu-Mei (chinesisch 林何秀眉, Pinyin Lín-Hé Xiùméi) die Bäckerei Tai-Yang-Tang gegründet und 1944 an Lin Yi-Bo (chinesisch 林義博, Pinyin Lín Yìbó) übergeben.
Im Jahr 1953 hatte Lin Shao-Song die originale Tai-Yang-Tang-Bäckerei in der Zi-You-Straße 23 in Taichung gegründet.
In der Bäckerei gab es ein berühmtes Bild mit Sonnenblumen des Malers Yan Shui-Long, der die Kekse empfohlen hatte. Heute zieren deshalb seine Sonnenblumen die Verpackung der Kekse.
Am 12. Mai 2012 jährte sich die Eröffnung der Bäckerei zum sechzigsten Mal.
Am 4. August 2012 erklärte sich Lin Yi-Bo einverstanden, dass die ehemalige Abgeordnete Zhuang Nai-Hui (chinesisch 莊乃慧, Pinyin Zhuāng Nǎihuì) das Markenrecht bekam, die die Bäckerei neben der National Taichung University of Science and Technology neu eröffnete. Bis dahin war der Name „Sonnenkeks“ nie in das Handelsregister eingetragen worden, weshalb ihn jede Bäckerei verwenden durfte. Zehn Tage danach  erlag Lin Yi-Bo im Krankenhaus der Universität für Chinesische Medizin seinem Lungenkrebs.
Am 16. September 2012 kam es zum Streit zwischen den Aktieninhabern der Bäckerei, worauf diese wieder geschlossen wurde. Zum Schluss zog die Bäckerei in die Zi-You-Straße 51 um und wurde in chinesisch 新太陽堂, Pinyin xīn tài yáng táng („Neue Tai-Yang-Tang-Bäckerei“) umbenannt.